# Удыль (заказник)
Удыль — государственный природный заказник федерального значения в Хабаровском крае.

## История
Заказник был создан 30 декабря 1988 года. Главной целью заказника является сохранение и восстановление редких видов животных и растений.

## Расположение
Заказник располагается на левобережье нижнего Амура, на территории Ульчского района Хабаровского края. Общая площадь заказника составляет 132 700 га.

## Климат
Влажный умеренный климат. В январе средняя температура — −25,2 °С, в июле — 17,6 °С. Среднегодовое количество осадков составляет 656 мм.

## Флора и фауна
Ёрники на территории заказника состоят из зарослей карликовой и кустарниковой берёз, ивы коротконожковой, багульника болотного. Широко распространены осока и вейник. В водоёмах растут болотноцветник щитолистный, водяной орех амурский и Максимовича, стрелолист плавающий, кувшинка четырёхгранная и кубышка малая. Животный мир заказника включает такие виды, как гималайский и бурый медведи, лось, дикий северный олень, косуля, соболь, колонок, норка, выдра, горностай, росомаха, барсук, енотовидная собака, лисица, волк, ондатра, белка, заяц-беляк. На территории заказника гнездятся более 200 видов птиц, включая редкие виды, такие как белоплечий и белохвостый орланы, сухонос.